# 토마시 베르네르
토마시 베르네르(체코어: Tomáš Verner, 1986년 6월 3일~)는 체코의 피겨스케이팅 선수이다. 올림픽에 3회(2006, 2010, 2014) 출전했으며 2008년 유럽 선수권 대회에서 우승을 차지했다. 또한 체코 선수권 대회에서 6회 우승(2002~2004년과 2006~2008년)을 달성하면서 2000년대 체코 최고의 남자 피겨스케이팅 선수로 군림했다. 2010년 1월에는 세계 랭킹 1위에 오르기도 했다.

## 어린 시절과 개인사
체코슬로바키아의 피세크에서 태어난  베르네르는 5살에 처음 스케이트를 시작하였으며, 프라하와 독일과 프라하에서 훈련했다. 형인 미로슬라프 역시 피겨스케이팅 선수로 페어 스케이팅 부분에서 활약했으며 형의 팀은 주니어까지만 활동을 하고 더 이상 활동하지 않았다. 베르네르는 영어, 체코어, 독일어를 완벽하게 구사하며 중상급의 러시아어와 그 외 유럽 지역의 언어를 몇가지 구사할 수 있다고 한다.

## 경력

### 시니어

#### 2008-2009 시즌
세계선수권에서는 좋은 모습을 보이며 4위를 기록하여 체코에 두장의 남자싱글 올림픽 선발권을 안겨주었다.

#### 2009-2010 시즌

2009년 트로페 에리크 봉파르 쇼트에서의 베르네르

그랑프리 시리즈로 프랑스와 미국을 배정받는다. 10월, 트로페 에리크 봉파르에 출전한 베르네르는 쇼트에서 4T+3T(쿼드토룹+트리플토룹) 컴비네이션 점프를 성공시켰으며 그 외 필수요소인 두 개의 점프 또한 깔끔하게 성공시켰다. 후반부 스핀에서 약간의 실수를 보였으나 고득점의 점프를 모두 성공시킨 결과 81점을 기록하며 1위를 차지한다. 그 후에 이어진 프리스케이팅에서는 좋은 컨디션을 보이며 4T+3T을 포함한 3개의 컴비네이션 점프와 5개의 점프를 성공시켰으나 스텝에서 약간의 실수를 하여 일본의 오다 노부나리에 뒤처져 2위를 기록했다. 당시의 프리스케이팅 점수는 148.96이었으며 총점은 229.96이었다. 종합순위는 2위를 기록하였다.
11월에 스케이트 아메리카에 참가한 베르네르는 플루 감염으로 인한 컨디션 난조로 인해 쇼트에서 55.90을 기록하며 11위에 머무른다. 하지만 다음날 이어진 프리스케이팅에서 트리플악셀을 성공하는 등 좋은 연기를 선보여 138.16을 기록하며 3위를 기록하였다. 이때 종합순위는 5위였으며 194.06의 총점을 기록했다. 그랑프리 시리즈 마감 후 상위 6명의 선수가 모이는 그랑프리 파이널은 2회의 시리즈순위로 출전을 결정하는데 베르네르는 총점은 타 선수보다 월등히 앞섰으나 순위합산 결과 타 선수보다 실적이 낮게 평가되어 대기 1순위(총 순위 7위)에 머무르게 되었다. 하지만 이후 프랑스의 브라이언 쥬베르가 예상치 못한 부상으로 기권하여 베르네르가 출전하게 된다.
12월에 그랑프리 파이널에 참가하게 된 베르네르는 그 때까지 플루 때문에 컨디션이 좋지 않아 낮은 성적을 기록하였다. 쇼트에서 고난도의 4T+3T 컴비네이션을 성공시키며 좋은 출발을 예고하는 듯하였으나 이후 이어진 악셀과 러츠를 모두 싱글처리한다. 스텝과 스핀에서 상위레벨 판정을 받았으나 결국 70.17을 기록하며 6위에 머물렀다. 이어진 프리스케이팅에서도 역시 컨디션이 좋지 않은 모습을 보이며 3개의 점프를 싱글처리 하는 등의 실수를 보여 총점 122.15로 6위에 머물렀고 종합순위 역시 6위를 기록했다.

## 스케이팅 기술
최고난도의 점프인 쿼드(공중 4회전)를 구사 가능하며, 고난도의 트리플 악셀(공중 3회전 반바퀴)를 포함한 여섯 종류의 트리플점프(악셀, 럿츠, 플립, 살코, 토룹, 룹)를 전부 구사 가능한 선수이다.
스핀의 평균 레벨은 4(최고 레벨)로 좋은 평가를 받고 있으며 스텝 또한 평균 레벨 3~4 수준을 유지하고 있다.
기술보다는 예술을 더 높게 평가받는 선수로써 예술점(PCS)이 높은 축에 속한다. 스케이트 날의 깊은 엣지 사용으로 좋은 평가를 받고 있다.

## 프로그램
| 시즌      | 쇼트 프로그램 (Short Program)                            | 프리 프로그램 (Free Program)                                                                                          | 갈라 프로그램 (Exhibition) |
| --------- | -------------------------------------------------------- | --- | -------------------------- |
| 2009-2010 | 영화 '희랍인 조르바' Soundtrack by 미키스 테오도라키스   | 영화 '대부' Soundtrack by 니노 로타 and 카민 코폴라                                                                   | 마이클 잭슨 메들리         |
| 2008–2009 | Melodie en Crépuscule and Gypsy Swing by 장고 라인하르트 | Tango Medley: Oblivion, Adios Nonino, Libertango by 아스토르 피아졸라 and La Cumparsita by 헤라르도 마토스 로드리게스 | 마이클 잭슨 메들리         |
| 2007–2008 | Melodie en Crépuscule and Gypsy Swing by 장고 라인하르트 | 영화 '와호장룡' Soundtrack by 탄둔                                                                                    | Volare by the 집시 킹스    |

## 주요 대회 기록

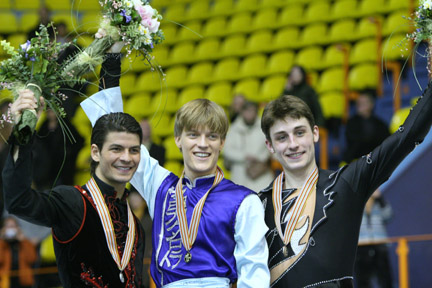
2008년 유럽 선수권 대회 입상 당시의 베르네르(중앙)

### 2004 이후
| 대회/시즌                 | 2004-2005 | 2005-2006 | 2006-2007 | 2007-2008 | 2008-2009 | 2009-2010 | 2010-2011 |
| ------------------------- | --------- | --------- | --------- | --------- | --------- | --------- | --------- |
| 올림픽                    |           | 18위      |           |           |           | 19위      |           |
| 세계 선수권 대회          | 16위      | 13위      | 4위       | 15위      | 4위       | WD        |           |
| 유럽 선수권 대회          |           | 10위      | 2위       | 1위       | 6위       | 10위      |           |
| 체코 선수권 대회          |           | 1위       | 1위       | 1위       |           | 2위       |           |
| 그랑프리 파이널           |           |           |           |           | 4위       | 6위       |           |
| 스케이트 아메리카         |           |           |           |           |           | 5위       |           |
| 컵 오브 러시아            |           |           | 4위       |           | 2위       |           | 1위       |
| 컵 오브 차이나            |           |           |           |           | 3위       |           | 3위       |
| NHK 트로피                |           |           |           | 2위       |           |           |           |
| 트로페 에리크 봉파르      |           |           |           | 6위       |           | 2위       |           |
| 스케이트 캐나다           |           |           | 5위       |           |           |           |           |
| 네벨혼 트로피             |           | 3위       | 1위       | 3위       | 4위       |           |           |
| 핀란드 트로피             | 6위       |           |           | 1위       |           |           |           |
| 카를 셰퍼 추모 대회       |           | 1위       | 2위       |           | 3위       |           |           |
| 온드레이 네펠라 추모 대회 |           | 3위       |           |           |           |           |           |

- QR = 예선 경기
- WD = 기권

### 2004 이전
| 대회/시즌                | 2000-2001 | 2001-2002 | 2002-2003 | 2003-2004 |
| ------------------------ | --------- | --------- | --------- | --------- |
| 세계 선수권 대회         |           | 26th      | 22nd      | 19th      |
| 유럽 선수권 대회         |           | 14th      | WD        | 10th      |
| 체코 선수권 대회         | 2nd       | 1st       | 1st       | 1st       |
| 세계 주니어 선수권 대회  | 17th      |           |           | 14th      |
| 주니어 그랑프리 핀란드   |           |           | 7th       | 6th       |
| 주니어 그랑프리 불가리아 |           |           |           | 2nd       |
| 주니어 그랑프리 체코     |           |           |           | 1st       |
| 주니어 그랑프리 이탈리아 |           |           | 5th       |           |
| 주니어 그랑프리 독일     |           |           | 2nd       |           |
| 카를 셰퍼 추모 대회      |           |           | 11th      |           |
| 보프로스트컵             |           |           |           | 6th       |

- WD = 기권

## 같이 보기
- 브리앙 주베르
- 패트릭 챈
- 제프리 버틀
- 스테판 랑비엘
- 예브게니 플류셴코